# Plantago aucklandica
Plantago aucklandica là một loài thực vật có hoa trong họ Mã đề. Loài này được Hook.f. miêu tả khoa học đầu tiên năm 1884.